# 福德塔尔
福德塔尔（德語：Vorderthal）是瑞士联邦施维茨州马尔希区的市镇。该市镇面积为28平方千米，海拔高度735米，2018年12月31日人口为1,015人。